# 氷の世界 (テレビドラマ)
『氷の世界』（こおりのせかい）は、1999年10月11日から12月20日まで毎週月曜日21:00 - 21:54にフジテレビ系の「月9」枠で放送された日本のテレビドラマ。主演は竹野内豊と松嶋菜々子。

## 概要
この枠としては珍しいサスペンス、もしくはミステリーに分類されるジャンルである。あえて「月9」枠にこのドラマが企画されたのは、1年前に脚本の野沢尚の前作『眠れる森』がドラマ界にミステリー人気を引き起こしており、本作が『眠れる森』以上の傑作ミステリーとなることを期待されてのことであった。
テーマは保険金殺人であり、脚本の野沢は「和歌山毒物カレー事件」の容疑者が関係しているとされる保険金殺人未遂事件をもとに本作を構想した。しかし、結末で真犯人が判明すると、「推理作品としてはアンフェアである」とマスコミや公式サイトを含むネット上で議論を巻き起こした。
音楽の完成度が非常に高く、ワイドショーやドキュメンタリーをはじめ、今なお多くのテレビ番組で使用されている。
2000年3月1日に第1巻と第2巻が、2000年3月17日に第3巻と第4巻の全4巻でVHS化後、DVD化が長年実現していなかったが、2010年10月20日にDVD-BOXが発売された。

## キャスト
廣川英器（28） - 竹野内豊
保険調査員。大手保険会社から引き抜かれるほどの、保険金詐欺を見分ける独特な能力を持つが、やりきれない思いも抱く。女教師の転落事故を調査するうちに、謎多き女性・塔子と出会い、彼女自身の過去、真実を追うようになる。
のちに月子と別れ、塔子と付き合い始め、婚約した。
江木塔子（27） - 松嶋菜々子（少女期：栗山千明）
地学教師で転落事故死した永和女学館の女教師の同僚。クールで決して感情をあらわにしない、妖しい魅力を持った女性で、英器、武史、正午の3人の男性を引き付ける。塔子に恋した男性は次々と命を落としている。
後に英器と付き合い始め、婚約。
庄野月子（26） - 内田有紀
英器の恋人で町田南警察署交通課警官。恋人のために、職務違反と知りながら、内部情報を英器に提供する。
警官であることよりも、女である事を選んでしまうタイプ。後に、烏城に引き抜かれ刑事課へ異動（第5話）。
そのしばらく後に英器と別れている。（英器の家の張り込み担当となった。）
迫田正午（27） - 金子賢
塔子の幼馴染みで金沢の加賀友禅の跡取り息子。塔子の死んだ婚約者・久松のこともよく知る人物である。
事件の数日後、金沢から上京。塔子のプライベートを知るキーパーソン。
迫田七海（19） - 片瀬那奈
正午の妹で金沢の女子大に通っている。やがて、正午の後を追って東京へやってくる（第2話）。
池永苑恵（27） - 木村多江
塔子の同僚教師。仕事を終え自転車で帰宅する途中、川沿いの土手から転落して死亡する。塔子とは対照的な、いわゆる熱血教師だった。
登川茂樹 - 伊藤明賢
塔子の同僚教師。苑恵とは大学時代の恋人だった。
桧山豊彦 - 谷原章介
塔子の元恋人で、戦場カメラマン。塔子と婚約中の1994年に戦地で頭部を撃たれ死亡。
柴田吉紀 - 山路和弘
塔子の元恋人で、心理カウンセラー。塔子と婚約中の1996年に薬物の多量摂取で死亡。実は苑恵とは恋人関係にあった。
稲本 - 樋口浩二
英器の同僚。
倉本森一（37） - 遠藤憲一
警視庁捜査一課の管理官。烏城とは同期であり、眞砂子との面識もある。
井手サトミ（19） - 松尾れい子
永和女学館の元生徒で、塔子の元教え子。腕に刺青を入れている。
神原滋 - 坂西良太
湯川裕之 - 井田州彦
上記2人は烏城の部下。
迫田謙次郎 - 井上博一
正午と七海の父。
松浦玲一 - 河原崎建三
烏城の直属の上司。
高畑克己 - 津嘉山正種
眞砂子の父。警察学校の校長になる事が決まっている。
安西康弘 - 畠中洋
皓一が経営していたレストランの従業員。
平瀬和彦 - 田山涼成
英器の上司。
久松暎子 - 泉晶子
皓一の母。
池永千鶴子 - 宮下順子
苑恵の母。
久保友紀恵 - 宮田早苗
柴田の元同僚看護師。嫌味な性格で、報酬を受け取る代わりに患者として病院にやって来た塔子のことを英器に話してしまう。
高木正徳 - 大林丈史
永和女学館の校長。
烏城眞砂子（32） - 中嶋朋子
武史の妻でアロマグッズ店を経営しているが、武史との夫婦仲は冷え切っている。
久松皓一（30） - 及川光博
塔子の元婚約者で苑恵の転落事故と同時期にヨットから海に転落し、スクリューに巻き込まれて死亡している。回想で事件のカギを提示する。
烏城武史（37） - 仲村トオル
町田南警察署刑事課長（警視）。かつては警察庁のキャリア組だったが、倉本の策略により今は出世コースから外され、妻ともうまくいっていない。池永苑恵の死亡事故を、単なる事故ではないとにらみ、これを利用して再び本庁への復帰を狙う。

## スタッフ

### 製作スタッフ
- 脚本 - 野沢尚
- プロデュース - 喜多麗子（フジテレビ）
- 演出 - 光野道夫（フジテレビ / 1,2,5,7,9.11話）、田島大輔（フジクリエイティブコーポレーション / 3,4,6,8,10話）
- 音楽 - 岩代太郎「オリジナルサウンドトラック」（ポニーキャニオン）
- 主題歌 - 氷室京介 「ダイヤモンド・ダスト」
- 挿入歌 - Celine Dion 「Just Walk Away」
- 演出補 - 森保伸二
- プロデュース補 - 後藤博幸（フジテレビ）、 朝倉千代子 、中島久美子
- 広報 - 中島良明（フジテレビ）
- 制作主任 - 片岡智 、山崎朝之
- スケジュール - 仙石充
- 記録 - 山田佳子
- 協力 - 渋谷ビデオスタジオ
- 制作著作 - フジテレビ

### 美術スタッフ
- 美術プロデュース - 中川詠之（フジテレビ）
- デザイン - 塩入隆史（フジテレビ）
- 美術進行 - 安藤典和
- 操作 - 高木宏之
- 大道具 - 宮本昌和
- 装飾 - 河合富士夫
- 衣装 - 杉山正英
- 持道具 - 岩本美徳
- メイク - 平野敬恵 、陽田尚美 、佐々木博美
- スタイリスト - 平尾俊 、谷口みゆき
- 視覚効果 - 江崎公光
- アクリル装飾 - 村山敏春
- CG - 冨士川祐輔（フジテレビ）

### 技術スタッフ
- 技術プロデュース - 瀬戸井正俊
- 技術 - 高津芳英
- 撮影 - 須藤康夫
- 照明 - 海保栄吉
- 映像 - 中村宏
- 音声 - 渡邉利実
- VTR - 白鳥好一
- 編集 - 松尾浩
- VTR編集 - 白水孝幸
- 音響効果 - 本沢利明
- 選曲 - 辻田昇司
- MA - 荒川望

### その他スタッフ
- スチル - 瀬井美明
- 水中撮影 - 相馬正彦
- 車輌 - 大橋由紀夫
- ホームページデザイン - 栗原俊次

## 放送日程
| 各話                                                       | 放送日         | サブタイトル             | 視聴率 | 備考         |
| ---------------------------------------------------------- | -------------- | ------------------------ | ------ | ------------ |
| 第1話                                                      | 1999年10月11日 | そこに悪女がいる         | 24.4％ |              |
| 第2話                                                      | 1999年10月18日 | 恋人たちは死んだ         | 20.2％ |              |
| 第3話                                                      | 1999年10月25日 | 監視された女             | 17.9％ |              |
| 第4話                                                      | 1999年11月1日  | 12年前の保険金殺人       | 18.5％ |              |
| 第5話                                                      | 1999年11月8日  | 命を捧げるほど、君を愛す | 17.5％ |              |
| 第6話                                                      | 1999年11月15日 | 日本海殺人事件           | 18.0％ |              |
| 第7話                                                      | 1999年11月22日 | 恐るべき抱擁             | 16.8％ |              |
| 第8話                                                      | 1999年11月29日 | 悲劇                     | 16.3％ | 30分繰り下げ |
| 第9話                                                      | 1999年12月6日  | 犯人は君だ               | 18.7％ |              |
| 第10話                                                     | 1999年12月13日 | 対決                     | 16.6％ |              |
| 最終話                                                     | 1999年12月20日 | 愛するということ         | 22.9％ | 15分拡大     |
| 平均視聴率 19.0%（視聴率は関東地区・ビデオリサーチ社調べ） |                |                          |        |              |

## 受賞
- 第23回ザテレビジョンドラマアカデミー賞[2][3]
  - 主演女優賞（松嶋菜々子）
  - 脚本賞（野沢尚）
  - キャスティング賞
  - タイトルバック賞（光野道夫）
- 第9回TVLIFEドラマ大賞
  - 主演女優賞（松嶋菜々子）

## 韓国のテレビドラマ
韓国のKBSに放送されていたリメイクテレビドラマ。

### スタッフ（韓国版）
- 脚本 - パク・スンヘ
- 制作 - MARS ENT